# 三原市警察
三原市警察（みはらしけいさつ）はかつて存在した広島県三原市の自治体警察。

## 概要
従来の広島県警察部が解体され、1948年（昭和23年）3月7日に三原市警察署が設置された。
1954年（昭和29年）に新警察法が公布された。これにより国家地方警察と自治体警察が廃止され、新たに都道府県警察として広島県警察本部が発足。三原市警察も広島県警察に統合され、姿を消した。